# Olympische Sommerspiele 1980/Teilnehmer (Birma)
| Gelbes Symbol für Goldmedaillen mit stilisierten Olympischen Ringen | Graues Symbol für Silbermedaillen mit stilisierten Olympischen Ringen | Braundes Symbol für Bronzemedaillen mit stilisierten Olympischen Ringen |
| ------------------------------------------------------------------- | --------------------------------------------------------------------- | ----------------------------------------------------------------------- |
| —                                                                   | —                                                                     | —                                                                       |

Birma, das heutige Myanmar, nahm an den Olympischen Sommerspielen 1980 in Moskau, UdSSR, mit einer Delegation von zwei Sportlern (beide Männer) teil.

## Teilnehmer nach Sportarten

### Gewichtheben
- Sann Myint
Mittelschwergewicht: Kein gültiger Versuch im Reißen

### Leichtathletik
- Soe Khin
Marathon: 47. Platz